# SMS Habsburg
SMS Habsburg byla bitevní loď typu predreadnought stejnojmenné třídy postavená pro Rakousko-uherské námořnictvo. Stavba probíhala v loděnici Stabilimento Tecnico Triestino v Terstu, kde byla spuštěna na vodu 9. září 1900. V letech 1903 a 1904 Habsburg a jeho sesterská loď Árpád podstupovaly cvičení ve Středozemním moři. V letech 1906 a 1907 byl Habsburg převelen ke III. bitevní divizi. V letech 1910-12 loď podstoupila přestavbu, při které byla jedna z nadstavbových palub odstraněna, aby se snížila hmotnost a loď se modernizovala.
Po většinu první světové války zůstával Habsburg ve svém domovském přístavu v Pule s výjimkou dvou střetnutí. V roce 1914 byl součástí rakousko-uherské flotily vyslané na ochranu únikajících německých lodí SMS Goeben a SMS Breslau z Brity ovládaného Středomoří; než byl odvolán do svého domovského přístavu, dostal se až k Brindisi. K jeho jedinému bojovému nasazení došlo koncem května 1915 při ostřelování italského přístavního města Ancona, kdy sloužil jako vlajková loď. Po prohrané válce byl Habsburg předán Británii a po roce 1921 byl v Itálii sešrotován.